# Ácido psílico
El ácido psílico (también llamado ácido psilosteárico, ácido tritriacontanoico o ácido ceromelísico) es un ácido graso saturado de cadena larga (C33:0) con la fórmula química CH3–(CH2)31–COOH. Este raro ácido graso se encuentra en las ceras de los insectos, en la cera de las cochinillas de la cera, en el propóleo de las abejas y los abejorros y en algunas plantas. Su nombre deriva de la pulga de la hoja de aliso (Psylla alni).

## Sales alcalinas
Las sales alcalinas del ácido psílico se precipitan cuando se mezclan soluciones alcohólicas del ácido y un hidróxido alcalino. Las sales de plata y bario se pueden obtener añadiendo soluciones alcohólicas acuosas de nitrato de plata y cloruro de bario a soluciones alcohólicas del ácido. Se han analizado las siguientes sales: C33H65O2Na, C66H130O4Ba y C33H65O2Ag. La cera de psila se hidroliza con hidróxido de potasio alcohólico y con ácido bromhídrico.